# Haukipudas
Haukipudas – miasto i dawna gmina w Finlandii nad Zatoką Botnicką, 600 km od Helsinek. Od 1 stycznia 2013 wraz z Oulunsalo, Yli-Ii oraz Kiiminki zostało włączone w granice miasta Oulu. Tuż przed połączeniem gminę zamieszkiwało 19 053 osób (31.12.2012). Haukipudas miało powierzchnię 1023,60 km², z czego 571,98 km² stanowił obszar morski, a 10,54 km² woda słodka (441,08 km² stanowił ląd).
Znajdują się tam liczne atrakcje turystyczne np. skocznie narciarskie, trasy biegów narciarskich. Haukipudas jest miastem partnerskim Buska-Zdroju, od którego oddalone jest o 1200 km.
Wsie na terenie dawnej gminy Haukipudas: Kirkonkylä, Santaholma, Ukonkaivos, Martinniemi, Asemakylä, Onkamo, Halosenniemi, Holstinmäki, Häyrysenniemi, Jokikylä, Kalimeenkylä, Kello, Kiviniemi, Parkumäki, Takkuranta, Virpiniemi.
W Haukipudas znajduje się stacja kolejowa na linii Oulu – Tornio.